# Драбенюк, Роман Николаевич
Роман Николаевич Драбенюк (14 августа 1983, Винница, Украинская ССР, СССР) — украинский футболист, полузащитник.

## Игровая карьера
Воспитанник винницкого футбола. В 1998—1999 годах обучался в РВУФК (Киев). В 2000 году в составе юношеской команды «Маккаби» (Хайфа) выступал на турнире Вияреджо.
В чемпионатах Украины дебютировал в 2002 году в команде первой лиги «Николаев». В составе «корабелов» провёл весь второй круг чемпионата 2001/02, но на поле вышел лишь в друх матчах, ещё в девяти оставался на скамейке запасных. После окончания сезона перешёл в «Лукор», где также не сумел закрепиться. 2003 год провёл в любительском «Прилуки» и молдавском «Агро».
Весной 2004 года стал игроком клуба высшей лиги «Борисфен». В высшем дивизионе дебютировал 20 марта того же года в игре против ЦСКА (0:2). Всего сыграл в трёх матчах. Ещё 2 провёл в турнире дублёров и 15 — в фарм-клубе во второй лиге. Перешёл в минский «Торпедо-СКА», где сыграл ещё 9 матчей в высшем дивизионе.
2008 год провёл в Венгрии, играя с января по июль за «Дьёр», а с июля — за «Фехервар».
С 2005 по 2007 и с 2009 по 2011 годы играл в украинских командах низших дивизионов и в любительских — «Сокол» (Гайсин) и «Вилам» (Хмельник). Предпринимал попытки устроиться в командах «Атырау» и «Неман».